# John Bechtold
 (avril 2022).
Pour les articles homonymes, voir Bechtold.
John A. Bechtold est un avocat et homme politique américain, né le 9 juillet 1910 et mort le 6 septembre 1978.

## Biographie
Avocat, Bechtold est élu à la Chambre des représentants de l'Ohio en 1966, à la suite de l'attribution des districts par la loi de 1965 sur les droits de vote dans l'Ohio.
Après son passage à la Chambre, il retourne à Cincinnati et dans un cabinet privé.

## Sources
- (en) Cet article est partiellement ou en totalité issu de l’article de Wikipédia en anglais intitulé « John Bechtold » (voir la liste des auteurs).